# Казинс, Питер
Питер Казинс (англ. Peter Tendai Cousins; род. 3 марта 1981, Харлоу, Эссекс) — британский дзюдоист, чемпион Великобритании, призёр чемпионатов Европы и мира, участник летних Олимпийских игр 2008 года в Пекине.

## Биография
Выступал в средней (до 90 кг) и полутяжёлой весовых категориях. В 2001—2012 годах шесть раз становился чемпионом Великобритании. Бронзовый призёр континентального чемпионата 2006 года. Серебряный призёр чемпионата мира 2007 года.
На летних Олимпийских играх 2008 года в Пекине Казинс выступал в полутяжёлой категории. В первой же схватке Казинс уступил грузину Левану Жоржолиани и выбыл из борьбы за награды Олимпиады.